# 泉大津市医師会附属看護高等専修学校
泉大津市医師会附属看護高等専修学校（いずみおおつしいしかいふぞくかんごこうとうせんしゅうがっこう）は、社団法人泉大津市医師会が運営する、大阪府泉大津市にある准看護師養成の専修学校である。募集人数は約40人。

## 沿革
- 1962年 泉大津市医師会付属准看護学院として開校
- 1976年 現校名となる

## 所在地
- 〒595-0013 大阪府泉大津市宮町2番25号